# Toro (langue)
Pour les articles homonymes, voir Toro.
Le toro ou le rutoro (Orutooro, prononcé : [oɾutóːɾo]) est une langue bantoue parlée par la population toro en Ouganda, dans la région de Toro.

## Phonologie

### Voyelles
Le toro a des voyelles longues et brèves contrastives.
|            | Antérieure | Postérieure |
| ---------- | ---------- | ----------- |
| Fermée     | i          | u           |
| Mi-fermées | e          | o           |
| Ouverte    | a          | a           |

1. 1 2  Le /i/ et le /u/ peuvent être dévoisés entre deux consonnes dévoisées ou en fin de mot (par ex. okutu [okú̥tu̥] 'oreille'). Le /i/ est aussi souvent interchangeable avec le /u/ dans certains dialectes (par ex. enyima/enyuma 'dessous').
2. ↑  Le /i/ peut possiblement être centralisé en /ɨ/, surtout lorsqu'il est adjacent au /u/ (par ex. omumiro [omumɨ́ɾo] 'gorge').

### Consonnes
|           | Bilabiale | Labio-dentale | Alvéolaire | Post-alvéolaire | Palatale | Vélaire | Glottale |
| --------- | --------- | ------------- | ---------- | --------------- | -------- | ------- | -------- |
| Occlusive | p b*      |               | t d        |                 |          | k g     |          |
| Affriquée |           |               |            | tʃ dʒ           |          |         |          |
| Fricative | β         | f v           | s z        |                 |          |         | h        |
| Nasale    | m         |               | n          |                 | ɲ        |         |          |
| Battue    |           |               | ɾ          |                 |          |         |          |
| Roulée    |           |               | r          |                 |          |         |          |
| Spirante  |           |               | l          |                 | j        | w       |          |

*/b/ est surtout utilisé dans les mots étrangers et comme allophone post-nasal de /β/.

## Salutations (Kuramukya)[3]
- Oraire ota = 'Bonjour' (le matin)
- Osibire ota = 'Bon après-midi'
- Oirirwe ota = 'Bonsoir'
- Orale kurungi = 'Bonne nuit'